# Luis Pércovich
Luis Ciro Pércovich Roca (Yungay, 14 juillet 1931 - 23 avril 2017) est un homme d'État péruvien.

## Biographie
Né à Yungay, le 14 juillet 1931, il est le petit-fils de Miguel Percovich et du docteur Asunción Roca. Il fait des études de préparateur en pharmacie à l'Université nationale de Trujillo, et est diplômé en 1954.

### Carrière politique
Il milite pour le parti Acción Popular et est élu député sous cette étiquette en 1963, lors de l'accession à la présidence de son leader, Fernando Belaúnde Terry. 
En 1980, il redevient député, et en 1981 est élu président de la Chambre des députés. En 1985, il est nommé ministre de l'Intérieur, puis ministre des Affaires étrangères et enfin Premier ministre.